# アルピコリゾート&ライフ
アルピコリゾート&ライフ株式会社（アルピコリゾートアンドライフ）は、長野県茅野市北山に所在する企業。アルピコグループに属し、不動産事業、建設事業、レジャー事業、ゴルフ場事業、ガソリンスタンド事業を手がける。
2022年（令和4年）4月、「東洋観光事業株式会社」より社名変更し、宿泊施設事業を新設のアルピコホテルズ株式会社に分割した。

## 事業内容
公式ウェブサイトによる。
- 不動産業（別荘、土地販売、仲介、開発）
  - 蓼科高原別荘地
  - 八ヶ岳中央高原四季の森
- 建設事業
- レジャー事業
  - 蓼科湖レジャーランド、テニスコート、温泉浴場
- ゴルフ場
  - 蓼科高原カントリークラブ
- ガソリンスタンド
  - 蓼科エネオス